# Leave Home
Leave Home je druhé studiové album skupiny Ramones. Obsahuje klasické skladby od Ramones jako "Pinhead" a "Gimme Gimme Shock Treatment." Původní vydání obsahuje skladbu "Carbona Not Glue" jako pátou stopu, ale po námitkách společnosti Carbona byla tato skladba stažena a její místo obsadil singl B-side "Babysitter".

## Seznam skladeb
1. "Glad to See You Go" (text: Dee Dee Ramone / hudba: Joey Ramone) – 2:10
2. "Gimme Gimme Shock Treatment" – 1:38
3. "I Remember You" – 2:15
4. "Oh Oh I Love Her So" – 2:03
5. "Carbona Not Glue" – 1:52
6. "Suzy Is a Headbanger" – 2:08
7. "Pinhead" (Dee Dee Ramone) – 2:42
8. "Now I Wanna Be a Good Boy" – 2:10
9. "Swallow My Pride" (Joey Ramone) – 2:03
10. "What's Your Game" – 2:33
11. "California Sun" (Henry Glover / Morris Levy) – 1:58
12. "Commando" – 1:51
13. "You're Gonna Kill That Girl" – 2:36
14. "You Should Never Have Opened That Door" – 1:54

### Bonusové skladby
Všechny skladby mimo "Babysitter" jsou live nahrávky.
1. "Babysitter" – 2:44
2. "Loudmouth" (Dee Dee Ramone / Johnny Ramone) – 2:08
3. "Beat on the Brat" (Joey Ramone) – 2:36
4. "Blitzkrieg Bop" (Tommy Ramone / Dee Dee Ramone) – 2:13
5. "I Remember You" – 2:17
6. "Glad to See You Go" (text: Dee Dee Ramone / hudba: Joey Ramone) – 2:03
7. "Chain Saw" (Joey Ramone) – 1:51
8. "53rd & 3rd" (Dee Dee Ramone) – 2:27
9. "I Wanna Be Your Boyfriend" (Tommy Ramone) – 2:22
10. "Havana Affair" (Dee Dee Ramone / Johnny Ramone) – 1:53
11. "Listen to My Heart" – 1:47
12. "California Sun" (Henry Glover / Morris Levy) – 1:58
13. "Judy Is a Punk" (Joey Ramone) – 1:23
14. "I Don’t Wanna Walk Around With You" (Dee Dee Ramone) – 1:31
15. "Today Your Love, Tomorrow the World" – 2:52
16. "Now I Wanna Sniff Some Glue" (Dee Dee Ramone) – 1:28
17. "Let’s Dance" (Jim Lee) – 2:06

## Sestava
- Joey Ramone – zpěv
- Johnny Ramone – kytara
- Dee Dee Ramone – baskytara
- Tommy Ramone – bicí, producent

### Produkce
- Tony Bongiovi – produkce
- Ed Stasium – režie
- Greg Calbi – mastering
- Moshe Brakha – foto na přední straně oblau desky
- Arturo Vega – výtvarné pojetí zadní strany desky
- John Gillespie - výtvarné pojetí
- Pat Chiono - design
- Tommy Ramone - producent